# 坦雅薇·淳哈薩瓦迪功
坦雅薇·淳哈薩瓦迪功 （羅馬化：Thanyawee Chunhasawasdikul，2000年4月29日—），小名Meimei，曾為泰國第7電視臺旗下女演員，於2017年的Young Model Content（ยังโมเดลคอนเทสต์ 2017）獲勝後進入演藝圈。

## 個人簡歷

### 早期生活
Meimei於2000年4月29日出生於泰國暖武里府。為家中長女，有一個妹妹。她畢業於Kasintorn Saint Peter 小學。初中和高中畢業於哈羅國際學校（Harrow International School）。2022年於易三倉大學的工程學院航空工程取得學士學位畢業。並於2020年10月在曼谷航空中心進行地面和空中飛行訓練。目前在美國巴布森學院的創業領導管理科學學院就讀碩士。

### 演藝經歷
2015年，Meimei在泰語老師湯姆·康泰（ทอม คำไทย）的介紹下，參加了模特選秀競賽"Young Model Content 2015"，並在最後進入前25強。兩年後，Meimei再次參加了這項競賽，且一舉獲得冠軍與特別獎"Miss B-ing Young Model Colorful Life"的殊榮，總共獲得總獎金17萬泰銖，更因此與泰國第7電視台簽約，成為旗下演員。曾與7台合作過三部劇，分別是《甜蜜之家》，《少年浪子》和《孕愛奇蹟》。此外，還有參演電影《暹羅墳場》、廣告及MV。

## 影視作品

### 電視劇
| 首播年份 | 戲名                    | 戲名   | 播放平台 | 角色                           | 備註 |
| 首播年份 | 譯名                    | 原文名 | 播放平台 | 角色                           | 備註 |
| 2017年   | 《Barb Bo Ri Sud Live》 |        | Ch7HD    | Ponghathai （Pong）            | 主演 |
| 2018年   | 《甜蜜之家》            |        | Ch7HD    | Namwan                         | 主演 |
| 2020年   | 《少年浪子》            |        | Ch7HD    | Kobkul （Kul）                 | 主演 |
| 2022年   | 《孕愛奇蹟》            |        | Ch7HD    | Janesuda （Phaphaeng／Phaeng） | 主演 |
| 待公布   | 《假扮媽媽》            |        | Ch7HD    | Mirin                          | 客串 |
| 待公布   | 《晦暗天際》            |        | Ch7HD    |                                | 主演 |

### 電影
| 上映年份 | 電影名稱     | 電影名稱 | 角色 | 備註 |
| 上映年份 | 譯名         | 單元名稱 | 角色 | 備註 |
| 2017年   | 《暹羅墳場》 |          | Fern | 配角 |

### 音樂錄影帶
| 年份   | 歌名                           | 歌名     | 歌手                    |
| 年份   | 譯名                           | 單元名稱 | 歌手                    |
| 2016年 | Dui Kwarm Prad Ta Nah Dee      |          | Ae Jirakorn             |
| 2017年 | Krai Kon Nun                   |          | Palapol x Labanoon      |
| 2018年 | Krai Keu Rao                   |          | Bodyslam                |
| 2020年 | 你對（她）上癮了嗎？           |          | No One Else             |
| 2020年 | Eek Naan Mai                   |          | NUM KALA                |
| 2021年 | Kon Aob Aoon Feat.Oat Pramote  |          | Labanoon                |
| 2022年 | 隱藏                           |          | Better Weather          |
| 2022年 | Chan Dern Tang Puer Ma Pob Tur |          | COCKTAIL                |
| 2023年 | 一等獎                         |          | 帕塔拉德·薩恩固安卡瓦迪 |
| 2024年 | 向前邁進                       |          | 普提蓬·阿薩拉塔納功     |

## 外部連結
- 坦雅薇·淳哈薩瓦迪功於Channel 7的個人簡介 （页面存档备份，存于）（泰文）
- 坦雅薇·淳哈薩瓦迪功的Instagram帳戶（泰文）
- 坦雅薇·淳哈薩瓦迪功的Facebook專頁（泰文）